# Pierre Charles Fournier de Saint-Amant
Pierre Charles Fournier de Saint-Amant (Monflanquin, 12 settembre 1800 – 29 ottobre 1872) è stato uno scacchista francese, considerato il più forte giocatore del periodo che va dalla morte di La Bourdonnais nel 1840 al match con Howard Staunton del dicembre 1843.
Fu segretario del governatore della Guiana francese, ma diede le dimissioni per protesta contro il commercio degli schiavi. Tentò poi una carriera come attore e in seguito divenne un mercante di vini e capitano della Guardia Nazionale durante le sommosse popolari del 1848. Nel 1851 fu nominato console in California.
Nel 1843 giocò un match di sei partite a Londra con Howard Staunton, vincendo 3 ½ a 2 ½. In un match di rivincita giocato a Parigi nello stesso anno poco prima di Natale perse però per 13 a 8; questo secondo match è a volte citato come un campionato del mondo non ufficiale.
Durante la tournée a Parigi di Paul Morphy del 1858 Saint-Amant ammise pubblicamente di non essere all'altezza per giocare un match col giovane campione statunitense e si limitò a partecipare ad un banchetto offerto in suo onore. Giocò però con Morphy alcune partite amichevoli, delle quali è rimasta solo una partita, vinta da Morphy.
Nel 1861 Saint-Amant si trasferì in Algeria, dove morì nel 1872 per un incidente.